# Манолаке (Илфов)
Манолаке (рум. Manolache) насеље је у Румунији у округу Илфов у општини Глина. Oпштина се налази на надморској висини од 64 m.

## Становништво
Према подацима из 2002. године у насељу је живело 241 становника, од којих су сви румунске националности.